# Amaral de Souza
José Augusto Amaral de Souza (de Sousa em algumas fontes) (Palmeira das Missões, 21 de agosto 1929 - Porto Alegre, 13 de junho de 2012) foi um político brasileiro. Exerceu o mandato de  governador do estado do Rio Grande do Sul entre 1979 e 1983 durante o final do regime militar no Brasil.
Elegeu-se vereador da sua cidade natal em 1960, pelo Partido Social Democrático (PSD), sendo este o primeiro cargo público que exerceu. Em seguida, elegeu-se deputado estadual, eleito, em 3 de outubro de 1962, deputado estadual, pelo PSD, para a 41ª Legislatura da Assembleia Legislativa do Rio Grande do Sul, de 1963 a 1967. Apoiou o Golpe Militar de 1964 e ingressou na ARENA quando da implantação do bipartidarismo. Em 1966, elege-se deputado federal pela primeira vez pela Aliança Renovadora Nacional (ARENA). Em 1975 torna-se vice-governador do Rio Grande do Sul, quando do primeiro governo de Sinval Guazzelli.
Quando do fim do governo Guazzelli, foi indicado governador do Rio Grande do Sul pela ditadura e nomeado pela Assembléia Legislativa. Sua administração começou em 15 de março de 1979 e terminou em 15 de março de 1983. Seu governo foi o último do estado não eleito democraticamente. Entretanto, na eleição de 1982 para governador, elegeu-se Jair Soares, do PDS, sucessor da ARENA.
Faleceu na manhã no dia 13 de junho de 2012.